# مبارك إسماعيل أمبير
مبارك إسماعيل أمبير  (و. القرن 20  م) هو رياضي إماراتي، شارك في الألعاب الأولمبية الصيفية 1984.

## روابط خارجية
- مبارك إسماعيل أمبير على موقع الاتحاد الدولي لألعاب القوى (الإنجليزية)
- مبارك إسماعيل أمبير على موقع أوليمبيديا (الإنجليزية)